# Jean-Claude Dubouil
Jean-Claude Dubouil est un footballeur français né le 2 avril 1948 à Villenave-d'Ornon (Gironde) et mort le 11 décembre 2003 à Bordeaux. Il jouait arrière central. 
Après sa carrière de footballeur, il a été entraîneur.

## Carrière de joueur
- 1969-1970 : FC Rouen
- 1970-1975 : Girondins de Bordeaux
- 1975-1978 : Stade de Reims
- 1978-1979 : US Orléans
- 1979-1980 : AS Béziers
- 1980-1983 : Cercle Dijon[2]

## Carrière d'entraîneur
- 1980-1991 : Cercle Dijon (en division 2)
- 1992-1994 : Aurillac FCA (en National 3)
- 1995-1996 : Langoiran (en DHR)
- 1996-2000 : Langon-Castets-en-Dorthe FC  (en CFA2)
- 2000-2002 : Stade Bordelais (en CFA2)

## Palmarès
- International junior et militaire
- Finaliste de la Coupe de France en 1977 avec le Stade de Reims
- Vainqueur de la Coupe des Alpes en 1977 avec le Stade de Reims

## Statistiques
- 231 matchs et 7 buts en Division 1
- 76 matchs et 1 but en Division 2
- 3 matchs en Coupe de l'UEFA